# Mucoasă

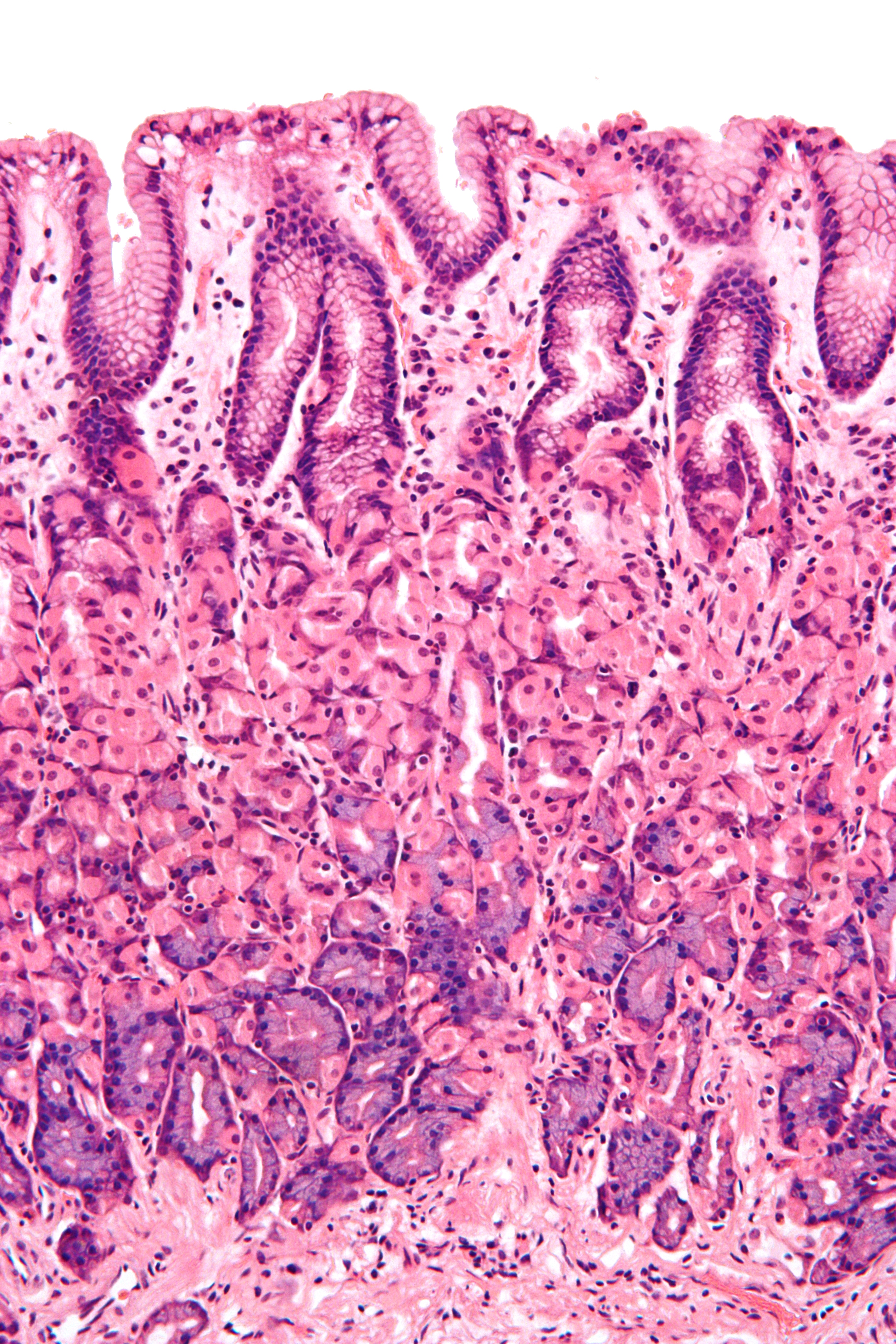
Secțiune histologică indicând mucoasa gastrică

Mucoasa este o membrană care căptușește diferite cavități din corpul unui organism și acoperă suprafața organelor interne. Aceasta este formată din unul sau mai multe straturi de celule epiteliale care acoperă un strat de țesut conjunctiv lax. O caracteristică a mucoaselor este secreția de mucus, care asigura umiditatea si lubrifierea organelor pe care le tapetează. Tipul de celule și tipul de mucus secretat variază de la un organ la altul și fiecare poate fi diferit de-a lungul unui anumit tract.

## Exemple
- Endometru - mucoasa uterului
- Conjunctivă
- Mucoasa nazală
- Mucoasa gastrică